# لولوبة إفريقية
لولوبة أفريقية (الاسم العلمي:Spiranthes africana) هي نوع غير مؤكد من النباتات يتبع جنس اللولوبة من الفصيلة السحلبية.